# Тирукковил
Тирукковил (англ. Thirukkovil, там. திருக்கோவில, синг. තිරුක්කෝවිල්) — город на восточном побережье Шри-Ланки. Это столица подразделения ОС Тирукковил округа Ампара в Восточной провинции. Находится в 30 км к северу от города Поттувил и в 35 км к югу от города Калмунай. С тамильского название города переводится как Божий храм. Город сильно пострадал в 2004 году от цунами в Индийском океане.
Ранее входил в состав округа Баттикалоа. Это место известно древними тамильскими храмами и другими объектами культурного наследия тамильской культуры. Существует храм Муругана Шри Ситхравалайутха Сувами Ковил. Также в городе находится крупное учебное заведение — Национальный колледж Тхамбилувил (TMMV).
Тирукковил серьезно пострадал от цунами 26 декабря 2004 года. Из-за цунами многие жители города потеряли имущество, включая дома, скот и рисовые поля. Люди возвратились к нормальной жизни благодаря помощи правительства и неправительственных организаций.